# Tidaholms bruk

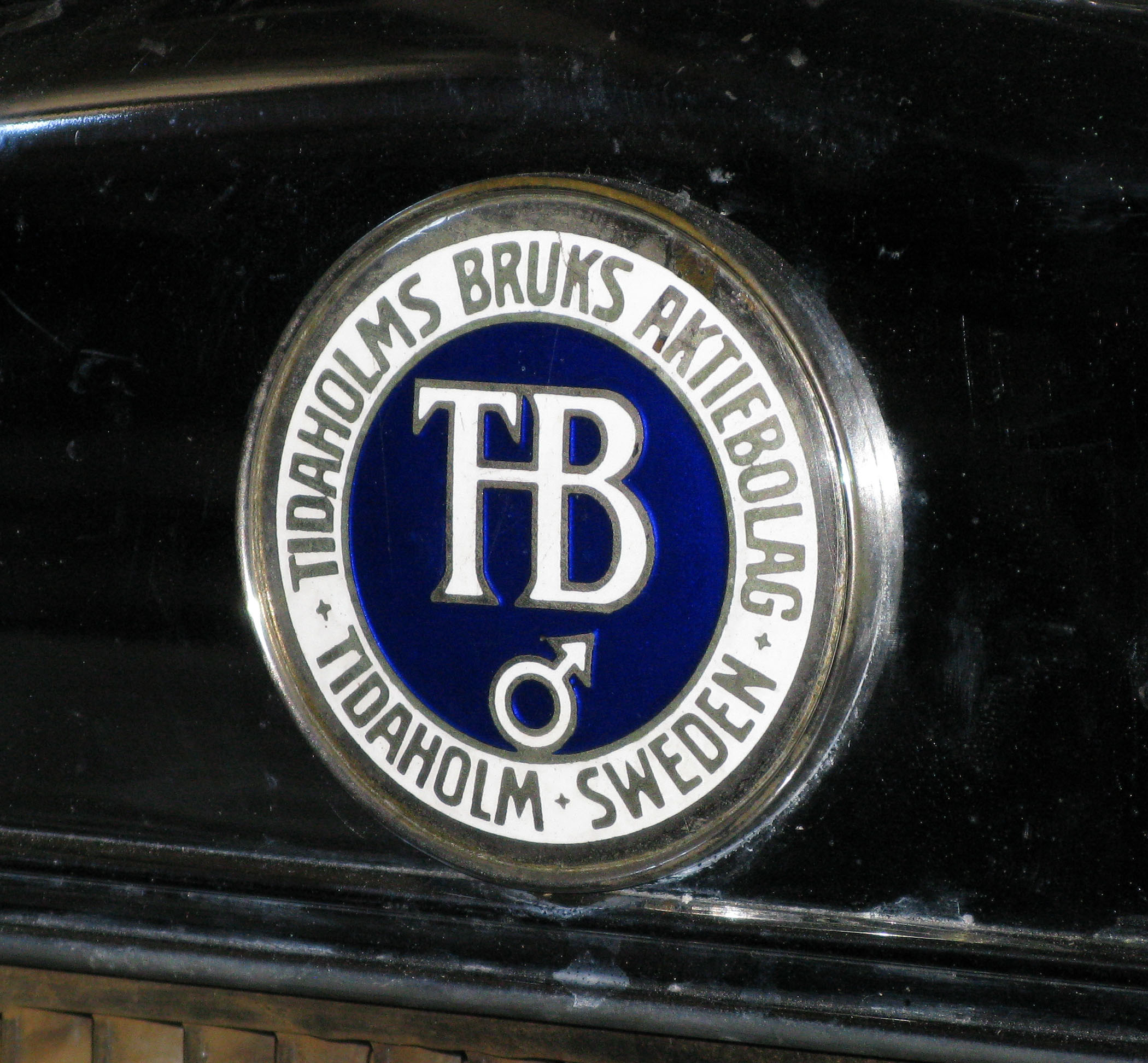
Het logo van Tidaholms bruk

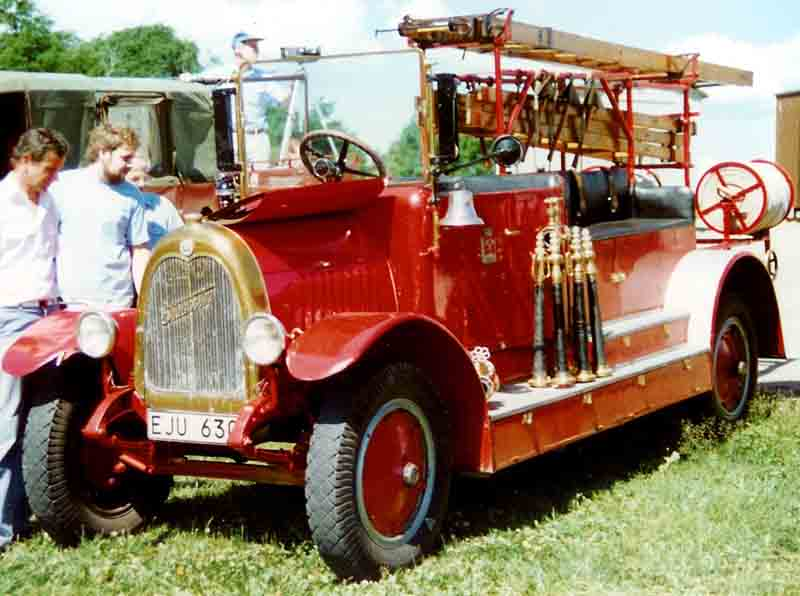
Een brandweerwagen van Tidaholm uit 1927

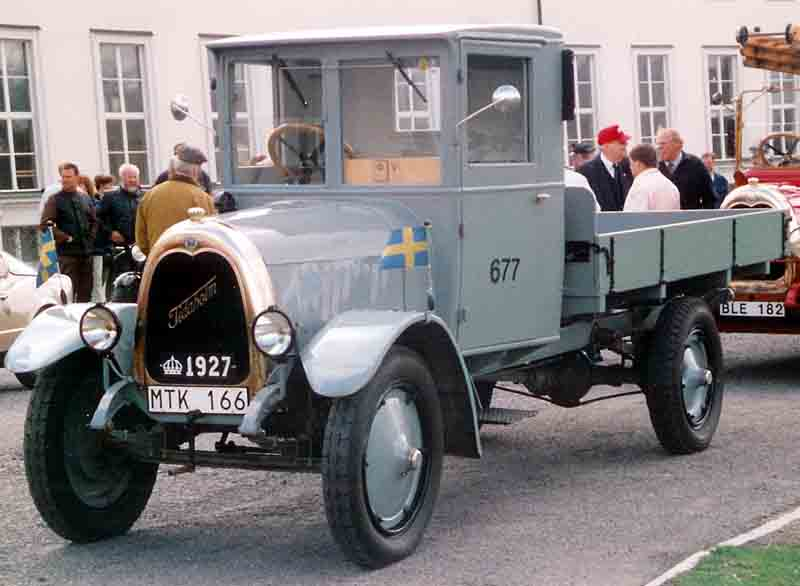
Een Tidaholm vrachtauto uit 1927

Tidaholms bruk (Tidaholm-fabriek) was een Zweedse ijzergieterij, walserij, wagenmakerij en vrachtwagenfabrikant die actief was in Tidaholm.

## Geschiedenis
De molen van Tidaholm verkreeg in 1799 het privilege om als ijzergieterij te mogen werken. De molen werd door een waterrad aangedreven.
In de 19e eeuw werden onder andere wagens vervaardigd, vaak met een exclusief karakter. In 1906 startte men met een kleine serie vrachtwagens, waarvan de productie tot 1920 groeide tot ongeveer 150 vrachtwagens per jaar.
In 1932 kwam het bedrijf in financiële moeilijkheden en werd in 1934 in liquidatie gebracht.
Op verzoek van premier Hansson werd de wapenfabrikant Bofors in 1935 eigenaar van de pas opgestarte AB Tidaholmsverken. Het bedrijf verrichtte de werkzaamheden in de gebouwen van de Tidaholm-fabriek en diende als onderaannemer voor Bofors.
Tidaholm was vooral bekend als een fabrikant van speciale voertuigen, zoals brandweerwagens. Voor de Zweedse strijdkrachten werden pantservoertuigen fm/26 en m/31 gebouwd. Tidaholm vervaardigde ook spoorwegmaterieel.
De totale productie van motorvoertuigen bedroeg ongeveer duizend bussen en vrachtwagens.
In het Tidaholms Museum bevindt zich een collectie brandweerwagens, vrachtauto’s en andere voertuigen.